# 渚のん
渚 のん（なぎさ のん、2003年12月24日 - ）は、日本のモデル、グラビアアイドル、女優。神奈川県出身。seju所属。

## 略歴
撮影モデルを経て2024年、sejuに所属し芸能活動を開始。同年10月、『週刊プレイボーイ』誌面に登場しグラビアデビュー、デジタル写真集『新たなホープの誕生』を発売。
2025年8月、YouTubeチャンネル開設。

## 人物
- 趣味は海に行くこと、夕陽を眺めること、筋トレ、映画鑑賞、写真撮影。
- 特技はサッカーのリフティング、ダンス、一発芸、人の良いところを見つけること、小さな幸せに気づくこと、キャラクターの声真似。
- 小学生の時、ヴァンパイアになりたくてYahoo!知恵袋でなり方を調べていた。
- 中学時代、サッカーチームに所属しキャプテンを務めていた[4]。
- 横浜F・マリノスサポーター。

- 兄と妹がいる[5]。
- 道を歩いていたら幼稚園児に「宇宙人！おい、宇宙人！」と言われたことがある[6]。

## 出演

### ドラマ
- 『つづ井さん』（2024年、読売テレビ）

### 配信ドラマ
- SWIPEDRAMA「推しなのに推せないんだが。」葵 役
- BUMP「Forgiveness-ワイズマンの孤独-」

### ミュージックビデオ
- osage「マイダイアリー」[7]
- まつむら かなう「意外と言っちゃなんだけど」[8]
- 木曜日の会「朝蜘蛛」[9]
- 松田今宵「 恋せよオトメ audio video - case2」[10]
- キマグレン「それ夏のせい」[11]

### 広告
- ha | za | ma イメージモデル

### Webメディア
- logirl[12]

## 書籍

### 雑誌
- 週刊プレイボーイ 2024年No.45
- 週刊ビッグコミックスピリッツ 2025年6号
- 週刊ヤングジャンプ 2025年No.12
- グラビアザテレビジョン vol.78
- グラビアンエイジ VOL.2

### デジタル写真集
| 発売日         | タイトル             | 撮影     | 出版社   |
| -------------- | -------------------- | -------- | -------- |
| 2024年10月21日 | 新たなホープの誕生   | 笠井爾示 | 集英社   |
| 2025年1月6日   | 岸辺の太陽           | 酒井貴弘 | 小学館   |
| 2025年2月20日  | ただそこにいるだけで | 大辻隆広 | 集英社   |
| 2025年7月7日   | Ethereal             | HIROKAZU | KADOKAWA |

### 写真集
- コラボZINE「FASHION I’MPOSSIBLE」杉浦 優（SHAMPOO BOOKS）